# Skolaga i Sverige
Skolaga definieras som en kroppslig bestraffning av elever i skolan, och även lärarens rätt till det. Skolaga i Sverige har spelat en stor roll i den svenska skolundervisningen under nästan hela den svenska skolans existens, och den har ofta räknats som en viktig del i undervisningen i syfte att disciplinera elever.
Tillämpningen av skolaga har varierat över tid, då olika regler och former om skolaga har existerat och förändrats med tiden. I den svenska folkskolan under 1800-talet användes skolagan flitigt, men med tiden och mot slutet av 1800-talet minskade det gradvis. Skolagan förbjöds i Sverige den 1 januari 1958. Vid tiden för förbudet hade endast Norge en liknande lagstiftning. Trots detta var det fortfarande lagligt att utöva våld mot barn i hemmet ända fram till 1979.

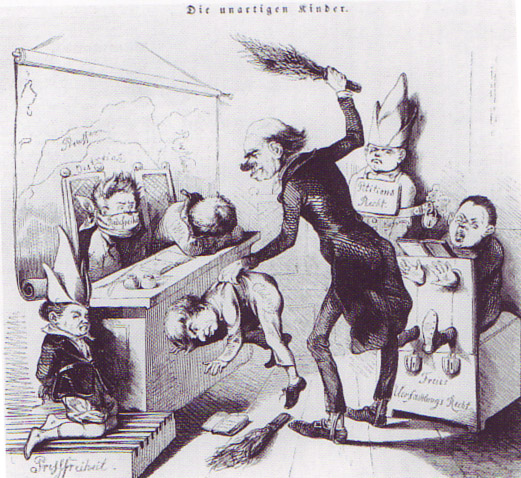
Tysk karikatyr från 1849.

## Historik
Från 1500-talet till 1800-talet fanns ingen fri skola för befolkningen, utan skolan var begränsad främst till ett fåtal barn. Trots detta var aga i utbildningssyfte vanligt mot barnen. Under denna tid var idén att aga för att disciplinera och utbilda elever en mycket mer omfattande tanke, där agan också ibland kunde vara mycket extrem. Ett exempel på detta var hur två personer i slutet av 1600-talet sattes i "skolhäktet" utan mat och vatten i ett halvt eller ett helt dygn, efter de hade på ett "okristet sätt kastat tärning nära en kyrka".
Under denna tid var religionen väldigt viktig i skolan. Skolan var en del av kyrkans organisation där lärarna var kunniga i religion, och den huvudsakliga uppgiften var att utbilda barnen till präster.

### 1560–1600
Vid reformationen började skolan reformeras och förändras för att skilja sig mot den tidigare katolska kyrkan i landet, och därmed började långsamt närma sig en mer lagförd och institutionell organisation, med egna stadgar och regler. Med detta började disciplineringen i skolan skärpas vilket ledde till att kroppslig bestraffning blev praxis för utbildningen i nästan alla delar av undervisningen och började användas även till mindre överträdelser. I skolordningen från 1561, som utökades något 1571 av den evangelisk-lutherska ärkebiskopen Laurentius Petri, betonades lärarens roll i skolan, vilken inte bara skulle vara en kunskapsförmedlare utan även ett exempel för eleverna att efterlikna.
I skolordningen poängteras att läraren skulle vara självkontrollerad och använda tålamod och karaktärsstyrka som en buffert mot oöverlagd fysisk och verbal styrka. Det betonas även att om det är nödvändigt, kan slag med exempelvis ris göras, men det ska i sådana fall utföras på ett kontrollerat vis. Vid denna tid var alltså aga tillåtet, men skulle i sådana fall användas med stor försiktighet och aldrig som förstahandsalternativ. I samma ordning gavs detaljerade instruktioner om huruvida aga skulle tillämpas korrekt och när. För mindre grova överträdelser kunde eleven få muntliga varningar, men även inlåsning i skolhäktet, samt bli slagen med ris eller färla. Vid upprepade förbrytelser eller vid grova förbrytelser kunde eleven dock bli dömd till dödsstraff.

### 1600-talet
I skolordningen från 1611 skrevs det om ekonomisk bestraffning om exempelvis läxor inte har gjorts och hur det är högst olämpligt, då skadan det kan göra är alltför stor. Samtidigt fastslog ordningen hur det dock var okej med att ta bort delar av sockenhjälpen som eleven fick. Om en elev dock var duktig och sedlig kunde den även få belöning med hjälp av socken och kunde bli tilldelad den mest lukrativa socknen. Därför blev socknen en stor del av skolans belöning- och straffsystem. I stadgarna från Strängnäs Gymnasium fastställdes det att om en elev bröt mot reglerna, som exempelvis att utebli från en lektion, skulle den "straffas med stryk".
Mot slutet av 1600-talet finns det många källor som dokumenterar elever som gjort regelbrott och därför fått repressalier, där flera elever har fått inlåsning i skolhäktet som bestraffning. Skolhäktet betraktades ofta som ett hårdare straff jämfört med slag från exempelvis färla eller ris.

### 1700-talet
Under 1700-talet och upplysningen som följde förändrades synen på aga, där skolan fortfarande tyckte agan var en viktig del av barnets uppfostran, men användningen av den rationaliserades. Nu försökte skolan betona vikten av att bestraffningen skulle ske på rimliga grunder, där barnet också skulle förstå konsekvenserna av dens handling. På det viset hade synen på skolagan och disciplineringen av barn förändrats och mildrats, vilket kan ses som ett stort steg till mindre kollektiva bestraffningar och mindre fysisk våld.

### 1800-talet
På 1800-talet gjordes troligtvis de största förändringarna av disciplineringen av eleverna, där flera olika former av skolaga förbjöds, som exempelvis skolhäktet, skamstraff, och förlöjligande strategier. I 1820 års skolordning stod det hur lindriga regelbrott skulle straffas med varningar eller tilltal, och grövre med nedflyttning till skolsalen olika länge beroende på brottets natur. Fysisk aga för lindrigare brott kunde ges av lärare till elever under gymnasienivå, men grövre brott skulle ges av rektor eller efter beslut från kollegiet. Äldre elever i gymnasiet kunde inte bli bestraffade med fysisk aga, men kunde bli straffade med förvisning av lektionen eller bli relegerade. De kunde också förlora sin chans till stipendium. Orsakerna till bestraffning var många, som exempelvis att eleven skulle lyda läraren ovillkorligt, vara ren och i gott skick, och komma i tid. I 1820 års skolordning stärktes också kontrollen utanför skolan, där kortspel och spel med tärning var förbjudet för eleverna, både offentligt och hemma. I samma ordning lades även till ett ordningsbetyg för eleverna, vilket innebar att eleverna inte längre bara skulle bli betygsatta för de klassiska undervisningsområderna, utan nu även sitt beteende. 
År 1842 infördes den första folkskolestadgan i Sverige, vilket betydde att skola och undervisning blev tillgängligt för alla. I Maria folkskola integrerades skolaga i undervisningen, där lärarna gjorde anteckningar om elevernas olika överträdelser och försummelser. Eleverna kunde få en bricka med orden "Lat" eller "Oren", om de inte var tvättade, men kunde även bli agade med rotting eller ris.

### 1900-talet
Vid sekelskiftet 1800-1900 talet hade lärare rätt att aga barnen i folkskolan, men inte i läroverken. Under denna tid var det viktigt att läraren behövde anteckna när ett barn fick aga, och det behövdes vittnen under agan. Ett exempel på en anteckning var av läraren H. Abenius vid Gustav Vasa folkskola vid en barnaga år 1912: "Hugo Karlsson erhöll av mig den 29 januari aga med rotting för det han varit ohövlig och trotsig mot herr Thorelius under hans lektion i klassen dagen förut. Vittne: herr Thorelius.". Lärarna uppmuntrades att vara försiktiga med sin aga mot barn, där exempelvis det var viktigt att inte slå elever med skador eller vars föräldrar hade lungsot. 1942 bildades en skoldisciplinutredning i Sverige, där avsikten med var att förbjuda kroppslig bestraffning mot barn. Utredningen väckte stor debatt, och stora motståndare var lärarsammanslutningar och skolöverstyrelsen. Skolöverstyrelsen ville fortsätta utredningarna och genomföra fler, medan lärarkåren tyckte förbjudet var otänkbart. Utredningens resultat ledde till att aga i skolorna tilläts fortsätta, dock endast som en sista utväg. Det fastställdes att agan inte skulle orsaka fysisk skada på barnen, även om inga specifika gränser angavs. Vidare fastslogs att aga inte fick användas i fall där barnets bristande förståelseförmåga eller fysiska svaghet var orsaken till beteendet som bestraffades.

#### Debatten om förbudet mot skolaga
1945 valde Solveig Rönn-Christiansson och fler inom  kommunistpartiet att lämna in en motion till Sveriges riksdag om att införa ett förbud mot aga i skolan. Anledningen till motionen var, enligt henne, eftersom det var tillåtet med skolaga i folkskolan, samtidigt som det i de allmänna läroverken ej var tillåtet. Rönn Christiansson argumenterade då mot hur bara elever som har råd att gå på läroverken ej får bli agade, medan de som måste gå på folkskolan kan bli agade.
I debatten var en överväldigande majoritet mot förbudet, där flera av partierna som Folkpartiet, Högerpartiet, Bondepartiet och Socialdemokraterna ansåg att förbudet  i de allmänna läroverken borde finnas kvar. Trots att motionen inte godkändes i riksdagen var dock motionen viktig, då det öppnade upp för en utredning inom skolan om ett förbud. Skolkommissionen fick två månader på sig att förbereda ett förslag och efter en månad tog de ställning för att förbjuda skolagan. Utredningen mötte motstånd från flera samhällsaktörer, särskilt från lärarkåren som redan hade uttryckt starkt motstånd mot förbudet i 1942 års utredning. På grund av detta motstånd och Skolöverstyrelsens krav på en mer ingående granskning, inrättades Skoldisciplinsutredningen 1947. Denna utredning ledde till att skolagan fortsatte att vara tillåten och debatten om förbud mot aga tystnade. Debatten väcktes igen i slutet av 1950-talet, när flera incidenter uppdagades om svår misshandel på flera små barn, som ibland ledde till döden. Detta förändrade opinionen och fler började förespråka ett förbud av barnaga, vilket verkställdes 1958.
Trots att ett förbud mot skolaga infördes i Sverige 1958, fanns det fortfarande en betydande andel föräldrar som stödde användningen av aga som en del av barnuppfostran. En utredning visade att även om denna uppfattning gradvis minskade över tid, ansåg så sent som 1994 fortfarande 11 procent av föräldrarna att aga var en viktig uppfostringsmetod. Det är dock viktigt att notera att denna utredning inte specifikt inriktade sig på aga i skolsammanhang, utan snarare på aga i allmänhet som ett verktyg inom barnuppfostran.

## Påverkan på barnen
Skolaga är en fråga som har väckt mycket debatt och forskning, särskilt med tanke på dess inverkan på barns utveckling och välbefinnande. Att förbjuda skolaga 1958, och senare barnaga i sin helhet 1979, var ett viktigt steg mot att skapa en säker miljö för barn att växa upp i, samt mot att skydda barns rättigheter.
Forskning visar att skolaga, vilket fortfarande är en vanligt förekommande och laglig metod i många länder för att disciplinera barn, har negativa konsekvenser. En studie indikerar att användandet av skolaga på barn är kopplat till problem med utåtriktat beteende, inåtvända beteendeproblem och försämrad skolprestation. Resultaten i studien understryker vikten av att använda andra tekniker än skolaga för hantering av klassrummet. Det finns inte heller några bevis för att kroppslig bestraffning av elever skulle bidra till en bättre kontroll i klassrummet, eller att det skulle främja en moralisk karaktärsutveckling, respekt för läraren eller en ökad säkerhet för läraren. Forskning visar att barn som blir utsatta för aga kan sluta med sina förbrytelser i just den klassen, men kan fortsätta och bli värre i en annan lektion. Barnet kan enligt studierna lära sig att istället för att sluta göra förbrytelser, skapa nya sätt att undvika straffen de kan få. Enligt vissa studier ökar även andelen av våld från elever samt andelen dråp i skolor som barnagan används mycket. Samtidigt visar även studierna på att skolagan kan leda till ett sämre självförtroende, skapa rädsla, och minska en öppen kommunikation i klassrummet, vilket kan leda till en mindre produktivitet och sämre inlärning hos eleverna. Andra konsekvenser av skolagan kan vara en minskad tillit till auktoritet, och att elever kan söka hämnd mot andra arbetare i skolan och andra i samhället.

## Former av aga

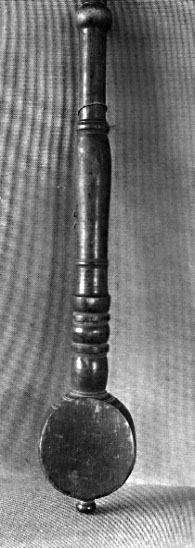
Färla användes för slag mot fingrar i den tidiga skolan.

Genom historien av skolagan har flera olika redskap för den tillkommit. Etiken med de olika föremålen och tillvägagångssätten för att straffa elever har diskuterats och debatterats, och på grund av det har reglerna omkring dem förändrats med tiden.

### Slagredskap
De vanligaste slagredskapen som använts inom skolaga har varit slag med färla och ris, vilka har använts flitigt mot vanligtvis mindre förbrytelser av regler. Dess regler om användningen har inte bara förändrats utifrån deras specifika redskap utan har även förändrats utifrån skadan de kan utgöra. Exempelvis bestämdes det år 1942 att aga inte fick skada eleverna, vilket innebär att dess användning begränsades.

### Proban
En annan typ av aga mot elever var inlåsning i proban, eller skolhäktet. Proban var ett häkte som skolan kunde använda sig av vid olika förbrytelser. Användningen och synen på proban har förändrats över tid; under 1500-talet var det en vanligare form av aga än i senare tider. Proban var under tidigmoderna skolan på 1500-talet något som kunde användas vid mindre grova förbrytelser, men förbjöds sedan i 1820 års skolordning.

### Skamstraffoch förlöjligande strategier
Genom hela skolans historia har metoder för att skämma ut elever varit vanliga, såsom användningen av förödmjukande namnbrickor, dumstrut eller placering i skamvrån. Sådana former av bestraffning förbjöds dock under 1800-talet.